# Bosão de Valois
Bosão de Valois ou ainda Boso ou Boson "O Velho" (c. 800 - 855) foi um nobre de origem franca tendo sido Conde de Turim e Conde de Valois com origem na dinastia Bosónidas.

## Relações familiares
Foi casado com Engeltrude, de quem teve:
1. Bosão de Itália, Conde de Valois (c. 820 - 874)
2. Teutberga de Valois (? - antes de 25 de novembro de 875), casada com Lotário II da Lotaríngia (835 — 8 de agosto de 869) foi rei da Lotaríngia,
3. Riquilda de Arles (c. 820 - 883), casado Bivín de Viena  (entre 810 e 822 - entre 863 e 877) [3] foi nobre franco da família Bosónidas conde das Ardenas e conde de Metz entre 842 e 862
4. Huberto de Arles [4][5][6] (c. 830 - 864 ou 866), foi Conde de Valois, Abade de Saint-Maurice de Valois e pai de Teobaldo de Arles casado que foi casado com a sua prima a princesa Berta da Lotaríngia, filha de Lotário II da Lotaríngia.